# Орнавассо
Орнавассо (итал. Ornavasso) — коммуна в Италии, располагается в регионе Пьемонт, в провинции Вербано-Кузьо-Оссола.
Население составляет 3320 человек (2008 г.), плотность населения составляет 128 чел./км². Занимает площадь 26 км². Почтовый индекс — 28877. Телефонный код — 0323.
Покровителем коммуны почитается святой Николай, празднование 6 декабря.

## Демография
Динамика населения:

## Администрация коммуны
- Официальный сайт: http://www.comune.ornavasso.vb.it